# Peter Brötzmann
Peter Brötzmann (6. března 1941 Remscheid – 22. června 2023) byl německý jazzový saxofonista a klarinetista. Od roku 1986 byl spolu s kytaristou Sonnym Sharrockem, baskytaristou Billem Laswellem a bubeníkem Ronaldem Shannonem Jacksonem členem freejazzové skupiny Last Exit. Skupina se rozpadla po Sharrockově smrti v roce 1994. Během své kariéry rovněž vydal řadu alb pod svým jménem; první z nich neslo název For Adolphe Sax a vyšlo v roce 1967 a vedle Brötzmanna samotného na něm hráli ještě kontrabasista Peter Kowald, bubeník Sven-Åke Johansson a klavírista. Fred Van Hove. Během své kariéry spolupracoval s mnoha dalšími hudebníky, mezi které patří Anthony Braxton, Cecil Taylor, Andrew Cyrille, John Zorn, Derek Bailey, Rashied Ali, Keith Tippett a Marilyn Crispell.